# 佐世保市立金比良小学校
佐世保市立金比良小学校（させぼしりつ こんぴらしょうがっこう, Sasebo City Kompira Elementary School）は、長崎県佐世保市金比良町にある公立小学校。

## 概要
歴史
1994年（平成6年）に「佐世保市立琴平小学校」と「佐世保市立御船小学校」の2校統合により開校した。2024年（令和6年）に創立30周年を迎えた。
校章
鏡と桜の花弁の絵を組み合わせたものを背景にして、中央に校名の「金比良」の文字（縦書き）を置いている。
校歌
作詞は冨田耕蔵、作曲小川源による。3番まであり、各番とも校名の「金比良小」で終わる。
- 旧・琴平小学校 - 作詞は長谷部早美、作曲は島村吉門による。歌詞は2番まであり、1番に校名の「琴平」が登場。

校区
住所表記で佐世保市の後に「神島町・鵜渡越町・今福町・金比良町・御船町・矢岳町・平瀬町（一部）」が続く地域。中学校区は佐世保市立光海中学校。

## 沿革
旧・佐世保市立琴平小学校（ことひら）

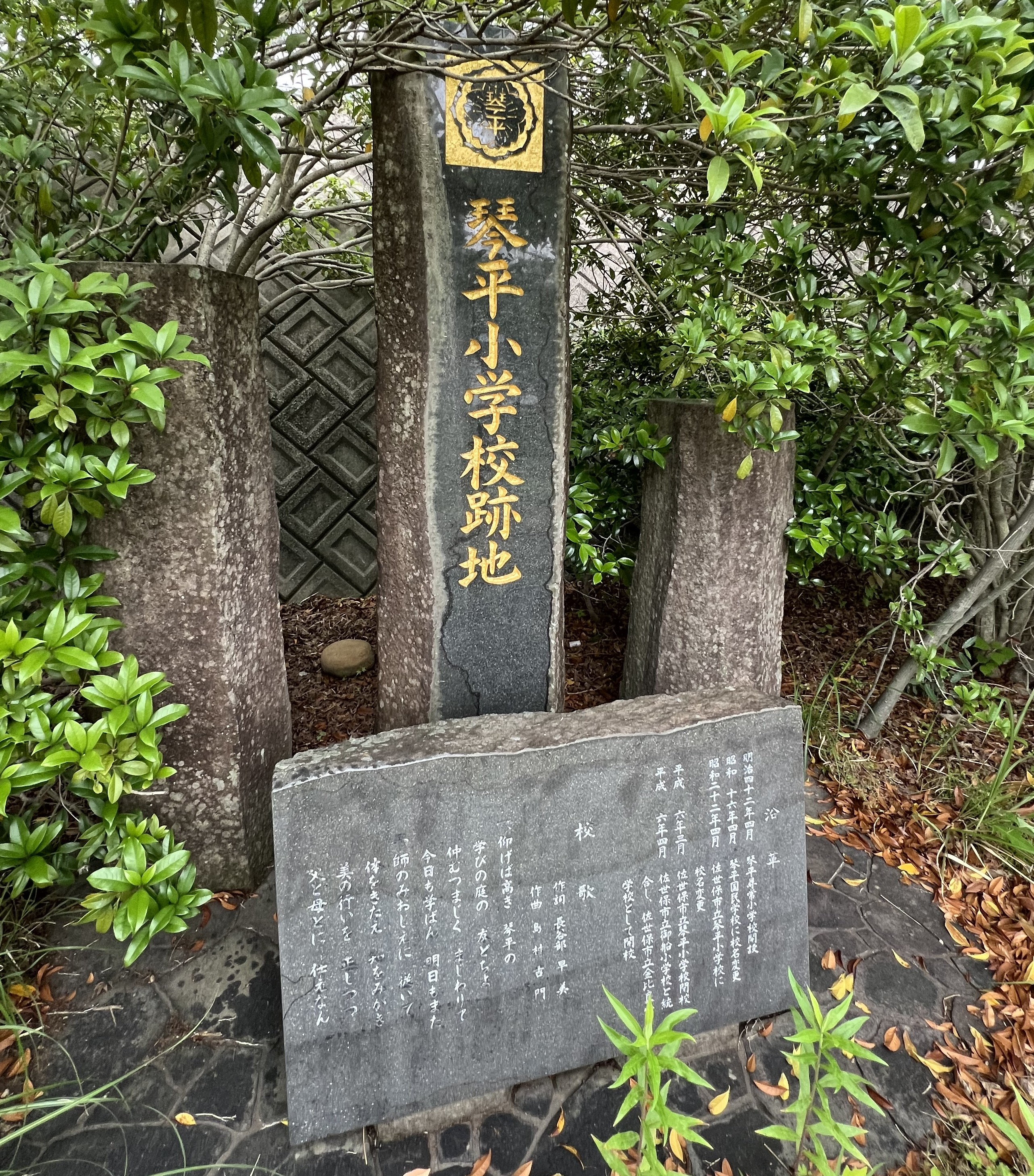
琴平小学校跡地

- 1909年（明治42年）4月1日 - 「琴平尋常小学校」が開校。矢岳・金比良・東小島を校区とする。児童822名でのスタートとなる。
- 1910年（明治43年）4月1日 - 校区改定により、東小島地区の児童が赤崎尋常小学校に転出。
- 1923年（大正12年）11月5日 - 大久保尋常高等小学校の新設により、上矢岳町の児童が大久保尋常高等小学校に転出。
- 1927年（昭和2年）4月1日 - 高等科を併置の上「琴平尋常高等小学校」に改称。大久保尋常高等小学校から今福以西の高等科児童が転入。
- 1941年（昭和16年）4月1日 - 国民学校令により、「佐世保市琴平国民学校」と改称。尋常科を初等科と改称。
- 1947年（昭和22年）4月1日 - 学制改革（六・三制の実施）により、旧・琴平国民学校初等科を改組し、「佐世保市立琴平小学校」が発足。高等科は新制中学校に改組。
- 1951年（昭和26年）4月3日 - 校区改定により、矢岳地区の児童が佐世保市立大久保小学校から転入。
- 1956年（昭和31年）4月 - 児童数増加のため、佐世保市立御船小学校を新設分離し、矢岳・今福・金比良地区の3年以上の児童が転出。
- 1957年（昭和32年）5月 - 北側校舎を解体。
- 1958年（昭和33年）3月 - 校舎を改築。
- 1959年（昭和34年）3月 - 鉄筋コンクリート造3階建ての新校舎が完成。この年の11月には給食室が完成。
- 1961年（昭和36年）9月 - 運動場を拡張。
- 1994年（平成6年）3月31日 - 統合のため閉校（北緯33度10分10.6秒 東経129度42分17.6秒 / 北緯33.169611度 東経129.704889度）
  - 現在校舎等は解体され、琴平公園・佐世保市立児童交流センターことひらとなっている[2]。

旧・佐世保市立御船小学校（みふね）
- 1956年（昭和31年）4月1日 - 佐世保市立琴平小学校から分離する形で「佐世保市立御船小学校」が新設される。
- 1994年（平成6年）3月31日 - 統合のため閉校。
  - 校地・校舎は新設の佐世保市立金比良小学校に継承される。

統合・佐世保市立金比良小学校
- 1994年（平成6年）4月1日 - 佐世保市立琴平小学校と佐世保市立御船小学校が統合の上「佐世保市立金比良小学校」（現校名）が開校。
- 2004年（平成16年）4月 - 2学期制を導入[3]。
- 2017年（平成29年）4月1日 - 佐世保市立光海中学校との小中一貫教育を開始[4][5]。
- 2022年（令和4年）4月 - 3学期制に変更。

## アクセス
最寄りの鉄道駅
- 松浦鉄道（MR）西九州線「佐世保中央駅」

最寄りのバス停
- 西肥バス（させぼバスも含む） 「金比良町」下車

最寄りの幹線道路
- 長崎県道11号佐世保日野松浦線
- 西九州自動車道 佐世保道路 「佐世保中央IC」

## 周辺
- 佐世保市立光海中学校
- 佐世保市西地区公民館
- 海上自衛隊佐世保地方総監部
- 御船保育所
- 金刀比羅神社
- 佐世保今福郵便局

## 参考資料
- 「佐世保市史 教育篇」（1982年（昭和57年）5月20日, 佐世保市）（琴平小学校）